# Irische Mythologie
Die irische Mythologie ist der Zweig der keltischen Mythologie in Irland.

## Beginn und Ursprung der irischen Mythologie

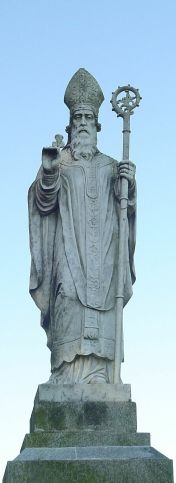
Statue von St. Patrick auf dem Hügel von Tara

Der Beginn der irischen Mythologie als Zweig der keltischen Mythologie mit einem Bezug zu Irland lag in der Form von Manuskripten, die von christlichen Mönchen geschrieben wurden. Linguistische Beweise lassen jedoch vermuten, dass die Inhalte dieser Schriften sich tatsächlich auf ältere Materialien bezogen.
Tatsächlich waren diese Mönche einerseits ihrem christlichen Glauben verpflichtet und fertigen somit einige Adaptionen zum Christentum, andererseits waren diese Mönche Iren und hatten somit den deutlichen Vorsatz, die Kultur Irlands zu bewahren. Außerdem war die irische Kultur weit weniger gestört als die Kultur der restlichen britischen Inseln nach der Ankunft der Römer und Christen.
Irland entkam im Wesentlichen der römischen Invasionen, und auch das Christentum schien nur einen geringen Einfluss auf die Kultur bis zur Ankunft von St. Patrick Mitte des 5. Jahrhunderts nach Christus zu haben.
Letztlich wurden die alten Geschichten durch die angestammten Barden (Filidh) bis zur Begründung des Christentums bewahrt und mündlich überliefert.
Die irischen mythischen Erzählungen wurden zunächst in Mundart niedergeschrieben, und später im 6. Jahrhundert von Mönchen nach dem lateinischen Alphabet übertragen. Es kann davon ausgegangen werden, dass alles oder das meiste, das heute als irische Mythologie bekannt ist, bereits niedergeschrieben war.
Das große Tech Screpta, in dem die frühen Manuskripte gesammelt waren, wurde allerdings nach und nach geplündert, insbesondere von den Wikingern im späten 8. Jahrhundert, so dass bis auf wenige Fragmente alle Manuskripte zerstört wurden. Die heutigen grundlegenden Quellen für die irische Mythologie stammt daher aus Manuskripten, die zu Beginn des frühen 12. Jahrhunderts geschrieben wurden.

## Quellen der irischen Mythologie

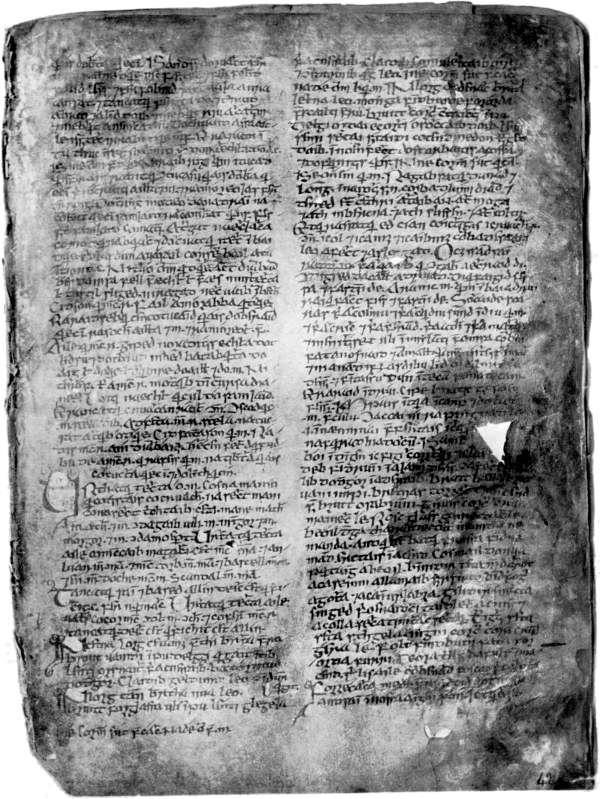
Faksimile einer Seite des Book of Leinster

#### Die Schätze der Danu

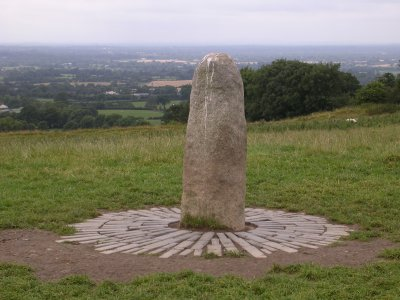
Der Stein von Fál (Lia Fáil), der Krönungsstein von Tara

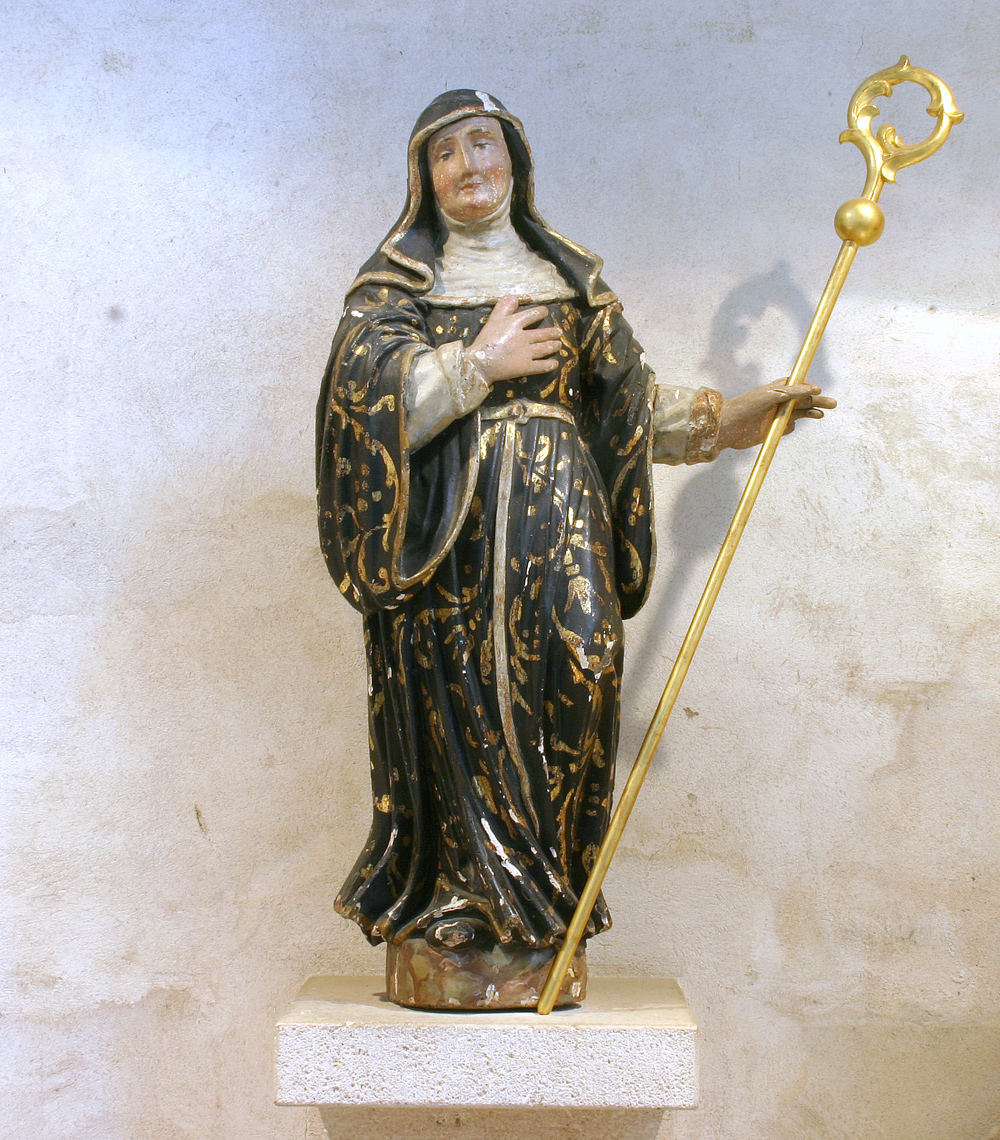
Brigida von Kildare

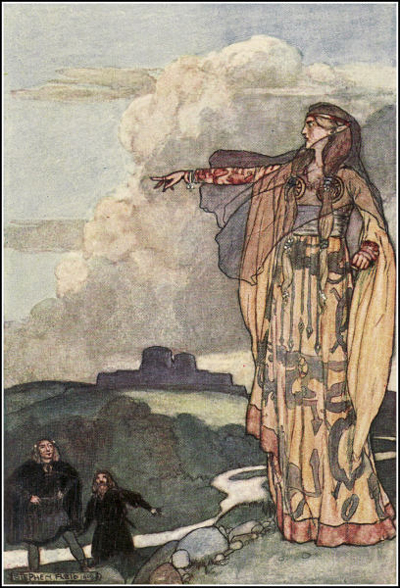
Macha verflucht die Männer von Ulster